# Колодец и маятник (фильм, 1990)
«Коло́дец и ма́ятник» (англ. The Pit And The Pendulum) — фильм режиссёра Стюарта Гордона. Другое название фильма — «Инквизи́тор». По жанру — исторический фильм/фильм ужасов. Вольная интерпретация произведения Эдгара Аллана По.
Фильм не является ремейком одноимённой кинокартины 1961 года.

## Сюжет
Испания, 1492 год. Инквизиция не знает границ своей тирании. Зло в белых одеждах бесчинствует повсюду. Во имя любви к Господу инквизитор Торквемада подвергает жителей Толедо жестоким пыткам и казням. Не избегают его преследований даже мёртвые — мумифицированный труп графа Альба служители инквизиции достают из саркофага, затем подвергают бичеванию, во время которого скелет распадается. Кости толкут в ступке, а затем прах помещают вместо песка в часы. Графиню также объявляют еретичкой и сжигают на костре…
Пекарь Антонио Альварес, бывший солдат, и его жена Мария случайно оказываются на месте казни. Нервы Марии не выдерживают страшного зрелища, и она вырывается вперёд. Тогда Торквемада объявляет её ведьмой. Когда Антонио пытается вмешаться, дон Карлос, капитан гвардии, ударом по голове лишает его сознания.
Марию приводят в застенки инквизиции, там её подвергают различным мучениям с целью дознания и убийства. В конце, однако, ей удается спастись, не без помощи Антонио. Любое зло, пусть и в белых одеждах, наказуемо. Даже безжалостные и всесильные инквизиторы не смогут избежать справедливого наказания, и злодей Торквемада тоже находит свою мучительную смерть в колодце с шипами, который он сам же придумал для своих жертв. Измождённые узники страшной крепости инквизиции выходят из её распахнутых врат навстречу яркому свету свободы.

## Актёры
1. Лэнс Хенриксен — Торквемада
2. Рона Де Риччи — Мария Альварес
3. Джонатан Фуллер — Антонио Альварес
4. Стивен Ли — Гомес
5. Уильям Норрис — доктор Гуэсоc
6. Марк Маргулис — Мендоса
7. Кэролин Перди-Гордон — графиня Альба Молина
8. Барбара Боччи — сын графини
9. Бенито Стефанелли — палач
10. Джеффри Комбс — Франсиско
11. Том Тоулс — дон Карлос
12. Джеффри Коплстон — мясник
13. Ларри Долгин — сержант стражи
14. Танни Пирас — стражник
15. Фабио Карфора — Беггар
16. Фрэнсис Бэй — Эсмеральда
17. Фабрицио Фонтана — еврей
18. Оливер Рид — кардинал

## Исторические несоответствия
Фильм является вольной интерпретацией биографии Томаса де Торквемады. Действие картины происходит в 1492 г., и по сюжету фильма Торквемада погибает в муках, упав на длинные остроконечные шипы в колодце под маятником смерти. Однако в реальной жизни Великий инквизитор умер в монастыре святого Фомы Аквинского в городе Авила в 1498 г., от естественных причин, на 78 году жизни.